# Dmitrij Ivanovič Šachovskoj
Dmitrij Ivanovič Šachovskoj (Carskoe Selo, 18 settembre 1861 – Mosca, 15 aprile 1939) è stato un politico russo.
Deputato del partito dei cadetti, fu segretario del Presidente della prima Duma (Parlamento) dell'Impero russo, costituita con manifesto imperiale del 17 ottobre 1905 "sulla concessione dei diritti civili e l'attribuzione dei poteri legislativi".